# 小艺
小艺（中国大陆以外地区称Celia）是华为推出的内置于EMUI和HarmonyOS的人工智能虛擬助理。中国大陆版于2018年10月26日推出，而国际版于2020年4月推出。

## 历史
2018年10月26日，中国大陆版华为Mate 20系列发布，AI语音助手小艺亦同时发布。2019年，小艺发布新版本，官方称“由语音助手升级为智慧助手”。与过往版本不同的是，新版本的小艺可以连续执行多个任务。
2019年底，华为宣布将向欧洲市场推出小艺的英文版本。受中美贸易战影响，华为之后推出的智能手机不能搭载Google服务，包括Google助理。这也随后导致了国际版小艺的开发和发布。2020年3月26日，国际版小艺“Celia”随华为P40系列同时发布，首先在英国、西班牙、法国、智利、墨西哥、哥伦比亚上线，先期支持英语、法语和西班牙语。4月27日，Celia随国际版EMUI10.1版本向用户推送。9月14日，华为宣布与俄罗斯Yandex公司合作，开发俄语版Celia助手。
2023年7月，华为推出人工智能大语言模型盘古大模型，后于次月推出基于盘古模型的小艺助手，可根据用户语音回复和生成文案，并将用于鸿蒙操作系统4.0所支持的设备。盘古模型众测版小艺于2023年9月1日向受邀用户推送参与内测。截至2023年8月4日，中国大陆区手机版小艺月活用户数超2亿，智慧屏小艺日均唤醒数为7次以上，有87.6%的座舱操作由小艺完成。

## 功能
小艺的一些功能与竞争对手Google助理和Siri相似。对于智能手机和平板电脑，用户可通过对设备说“小艺小艺”（中国版）/“Hey Celia”（国际版）指令唤醒，也可长按电源键1秒唤醒；智慧屏则是长按遥控器语音键唤醒，其他设备则是对设备说相应指令唤醒。小艺助手可以拨打电话、查看日程、发送消息、显示天气、设置闹钟和控制家用电器等操作，亦能够将其自身与系统内的应用程序实现集成，并可调整设备的设置，例如通过语音指令打开手电筒和播放多媒体内容。小艺的人工智能能力可实现食物与日常物品的识别，还可使用手机摄像头翻译文本。小艺也可以学习用户的习惯，实时推送用户所需要的服务，在跨场景环境下还可推送至其他设备。
中国版的小艺在引入盘古大模型后，较此前版本有较大的变化与改进。引入盘古模型后的小艺于2024年6月21日在华为开发者大会上发布内测预览版。

## 可用性

### 适用地区与语言
截至2024年8月，中国版的小艺仅可在中国大陆地区使用，且仅支持普通话；国际版支持英语、法语、德语、意大利语、西班牙语、马来语、阿拉伯语、波兰语和俄语，可在欧洲、亚太、中东非与拉美地区使用（仅在上述地区内的部分国家上线）。

### 适用设备
在2019年发布的华为“1+8+N”全场景智慧生活战略下，华为推出的手机、平板电脑、智慧屏、音箱、车机、手表等设备均实现对小艺的支持。

## 争议
有媒体报道称，小艺的国际版Celia因与苹果虚拟助手Siri在发音上相似，容易产生混淆。